# Internet

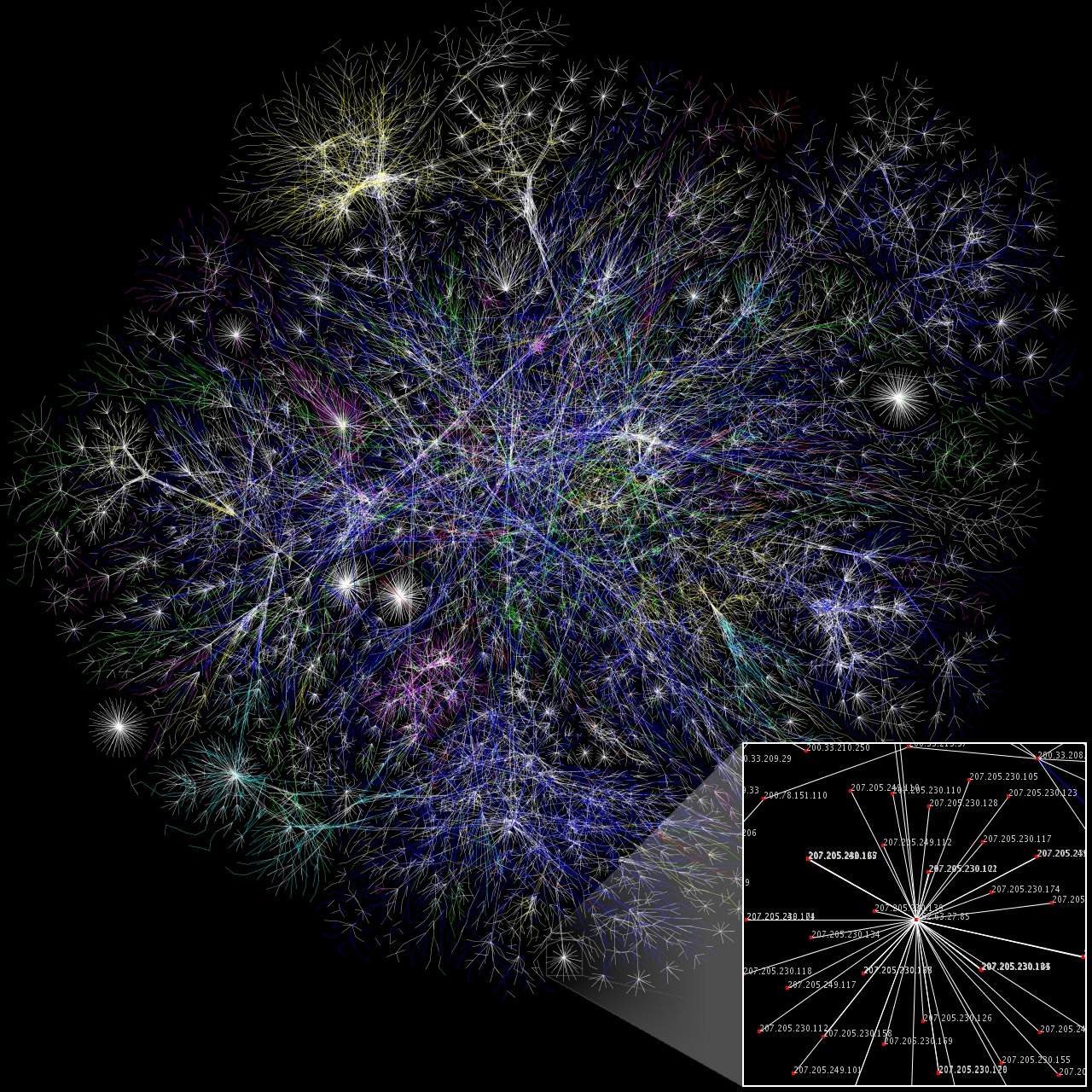
Mapa parcial de Internet basado en la información obtenida del sitio opte.org el 15 de enero de 2005. Cada línea dibujada entre dos nodos representa el enlace entre dos direcciones IP.

Internet es un conjunto descentralizado de redes de comunicaciones interconectadas, que utilizan la familia de protocolos TCP/IP, lo cual garantiza que las redes físicas heterogéneas que la componen constituyen una red lógica única de alcance mundial. Sus orígenes se remontan a 1969, cuando se estableció la primera conexión de ordenadores, conocida como ARPANET, entre tres universidades en California (Estados Unidos).
Uno de los servicios que más éxito ha tenido en internet ha sido la World Wide Web (WWW o la Web), hasta tal punto que es habitual la confusión entre ambos términos. La WWW es un conjunto de protocolos que permite, de forma sencilla, la consulta remota de archivos de hipertexto. Esta fue un desarrollo posterior (1990) y utiliza internet como medio de transmisión.
Existen, por tanto, muchos otros servicios y protocolos en internet, aparte de la Web: el envío de correo electrónico (SMTP), el almacenamiento en la nube, la transmisión de archivos (FTP y P2P), las conversaciones en línea (IRC), la mensajería instantánea y presencia, la transmisión de contenido y comunicación multimedia —telefonía (VoIP), televisión (IPTV)—, los boletines electrónicos (NNTP), el acceso remoto a otros dispositivos (SSH y Telnet) o los juegos en línea.
El uso de internet creció rápidamente en el hemisferio occidental desde la mitad de la década de 1990 y desde la década de 2000 en el resto del mundo. En los 20 años desde 1995, el uso de internet se ha multiplicado por 100, cubriendo en 2015 a la tercera parte de la población mundial.
La mayoría de las industrias de comunicación, incluyendo telefonía, radio, televisión, correo postal y periódicos tradicionales están siendo transformadas o redefinidas por Internet, lo cual permitió el nacimiento de nuevos servicios como correo electrónico (e-mail), telefonía por internet (VoIP), televisión por Internet, música digital, y vídeo digital. Las industrias de publicación de periódicos, libros y otros medios impresos se están adaptando a la tecnología de los sitios web, o están siendo reconvertidos en blogs, web feeds o agregadores de noticias. Internet también ha permitido o acelerado nuevas formas de interacción personal por medio de mensajería instantánea, foros de Internet, y redes sociales. El comercio electrónico ha crecido exponencialmente tanto por grandes cadenas como pequeñas y medianas empresas o emprendedores, ya que ahora pueden vender por internet productos o servicios hacia todo el mundo.
Internet no tiene una gobernanza centralizada única ni en la implementación tecnológica ni en las políticas de acceso y uso; cada red constituyente establece sus propias políticas. Las definiciones excesivas de los dos espacios de nombres principales en Internet, el Protocolo de Internet (dirección IP) y el Sistema de nombres de dominio (DNS), están dirigidos por una organización mantenedora, la Corporación de Internet para la Asignación de Nombres y Números (ICANN). La base técnica y la estandarización de los protocolos centrales es una actividad del Grupo de Trabajo de Ingeniería de Internet (IETF), una organización internacional sin fines de lucro.

## Etimología
La palabra Internet (también interred) es simplemente una contracción de la frase interconnected network (red interconectada). Sin embargo, cuando se escribe con una «I» mayúscula Internet se refiere a un conjunto a nivel mundial de redes interconectadas, así que Internet es una interred.

## Origen

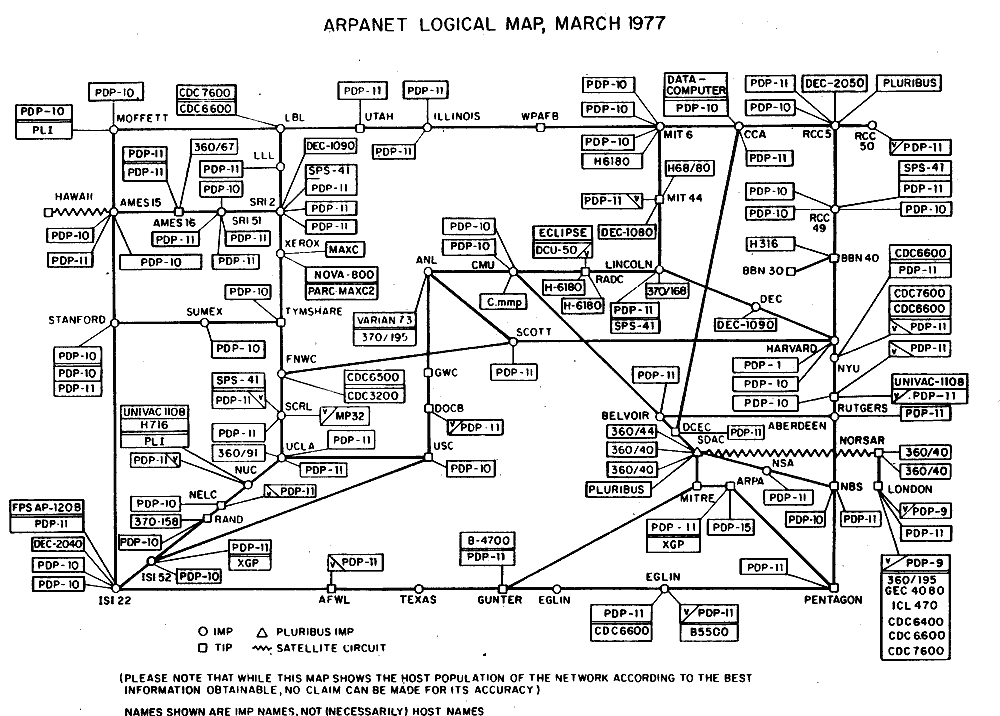
Esquema lógico de ARPANet, marzo de 1977.

Sus orígenes se remontan a la década de 1960, dentro de ARPA (hoy DARPA, siglas en inglés de la Agencia de Proyectos de Investigación Avanzada de Defensa), como respuesta a la necesidad de esta organización de buscar mejores maneras de usar los computadores de entonces, pero enfrentados al problema de que los principales investigadores y laboratorios deseaban tener sus propios computadores, lo que no solo era más costoso, sino que provocaba una duplicación de esfuerzos y recursos. El verdadero origen de Internet nace con ARPANET (Advanced Research Projects Agency Network o Red de la Agencia para los Proyectos de Investigación Avanzada de los Estados Unidos), que legó el trazado de una red inicial de comunicaciones de alta velocidad a la cual fueron integrándose otras instituciones gubernamentales y redes académicas durante los años 70.
Investigadores, científicos, profesores y estudiantes se beneficiaron de la comunicación con otras instituciones y colegas en su rama, así como de la posibilidad de consultar la información disponible en otros centros académicos y de investigación. De igual manera, disfrutaron de la nueva habilidad para publicar y hacer disponible a otros la información generada en sus actividades.
En el mes de julio de 1961, Leonard Kleinrock publicó desde el MIT el primer documento sobre la teoría de conmutación de paquetes. Kleinrock convenció a Lawrence Roberts de la factibilidad teórica de las comunicaciones vía paquetes en lugar de circuitos, lo cual resultó ser un gran avance en el camino hacia el trabajo informático en red. El otro paso fundamental fue hacer que los ordenadores dialogaran entre sí. Para explorar este terreno, en 1965, Roberts conectó una computadora TX2 en Massachusetts con una Q-32 en California a través de una línea telefónica conmutada de baja velocidad, creando así la primera (aunque reducida) red de computadoras de área amplia jamás construida.
- 1969: la primera red interconectada nace el 21 de noviembre de 1969, cuando se crea el primer enlace entre las universidades de UCLA y Stanford por medio de una línea telefónica conmutada, y gracias a los trabajos y estudios anteriores de varios científicos y organizaciones desde 1959 (ver: Arpanet). El mito de que ARPANET, la primera red, se construyó simplemente para sobrevivir a ataques nucleares sigue siendo muy popular. Sin embargo, este no fue el único motivo. Si bien es cierto que ARPANET fue diseñada para sobrevivir a fallos en la red, la verdadera razón para ello era que los nodos de conmutación eran poco fiables, tal y como se atestigua en la siguiente cita:

A raíz de un estudio de RAND, se extendió el falso rumor de que ARPANET fue diseñada para resistir un ataque nuclear. Esto nunca fue cierto, solamente un estudio de RAND, no relacionado con ARPANET, consideraba la guerra nuclear en la transmisión segura de comunicaciones de voz. Sin embargo, trabajos posteriores enfatizaron la robustez y capacidad de supervivencia de grandes porciones de las redes subyacentes. (Internet Society, A Brief History of the Internet)

- 1972: se realiza la primera demostración pública de ARPANET, una nueva red de comunicaciones financiada por DARPA que funcionaba de forma distribuida sobre la red telefónica conmutada. El éxito de esta nueva arquitectura sirvió para que, en 1973, DARPA iniciara un programa de investigación sobre posibles técnicas para interconectar redes (orientadas al tráfico de paquetes) de distintas clases. Para este fin, desarrollaron nuevos protocolos de comunicaciones que permitiesen este intercambio de información de forma «transparente» para las computadoras conectadas. De la filosofía del proyecto surgió el nombre de «Internet», que se aplicó al sistema de redes interconectadas mediante los protocolos TCP e IP.[22]

- 1983: el 1 de enero, ARPANET cambia el protocolo NCP por el TCP/IP. Ese mismo año, se crea el ISP con el fin de estandarizar el protocolo TCP/IP y de proporcionar recursos de investigación a Internet. Por otra parte, se centró la función de asignación de identificadores en la IANA que, más tarde, delegó parte de sus funciones en el Internet registry que, a su vez, proporciona servicios a los DNS.[23][24]

- 1986: la NSF comienza el desarrollo de NSFNET, que se convirtió en la principal Red en árbol de Internet, complementada después con las redes NSINET y ESNET, todas ellas en Estados Unidos. Paralelamente, otras redes troncales en Europa, tanto públicas como comerciales, junto con las americanas formaban el esqueleto básico («backbone») de Internet.[25][26]

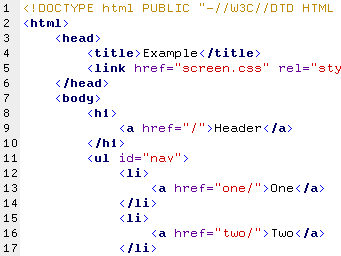
En 1990 un grupo de físicos encabezado por Tim Berners-Lee durante su trabajo en el CERN crea el código HTML y con él el primer cliente World Wide Web. En la imagen el código HTML con sintaxis coloreada.

- 1989: con la integración de los protocolos OSI en la arquitectura de Internet, se inicia la tendencia actual de permitir no solo la interconexión de redes de estructuras dispares, sino también la de facilitar el uso de distintos protocolos de comunicaciones.[27] Entre finales de 1989 y principios de 1990, en el CERN de Ginebra, un grupo de físicos encabezado por Tim Berners-Lee crea el lenguaje HTML basado en el SGML, y además el servicio hoy más popular de Internet: la World Wide Web (WWW).

- 1990: el mismo equipo del CERN construye el primer cliente web, llamado primero WorldWideWeb y luego Nexus, y el primer servidor web.[28]

A inicios de la década de 1990, con la introducción de nuevas facilidades de interconexión y herramientas gráficas simples para el uso de la red, se inicia el auge de Internet que actualmente se conoce. Este crecimiento masivo trajo consigo el surgimiento de un nuevo perfil de usuarios, en su mayoría de personas comunes no ligadas a los sectores académicos, científicos y gubernamentales.
Esto cuestionaba la subvención del gobierno estadounidense al sostenimiento y la administración de la red, así como la prohibición existente al uso comercial del Internet. Los hechos se sucedieron rápidamente y para 1993 ya se había levantado la prohibición al uso comercial del Internet y definido la transición hacia un modelo de administración no gubernamental que permitiese, a su vez, la integración de redes y proveedores de acceso privados. El 30 de abril de 1993 la Web entró al dominio público, ya que el CERN entregó las tecnologías de forma gratuita para que cualquiera pudiera utilizarlas.
- 1993: el 22 de abril de 1993 aparece Mosaic, el primer navegador web que permitía ver texto y gráficos en línea -hasta entonces solo se podían ver los gráficos accediendo a los enlaces en el texto. Fue creado por el National Center for Supercomputing Applications (NCSA) y marcó el camino para los navegadores posteriores. Según la NCSA el tráfico de Internet se multiplicó por 10 en solo un año gracias a Mosaic.[32]
- 1995: otra fecha importante fue la del 30 de abril de 1995. Este día se apaga el backbone original del NSFNET, convirtiendo oficialmente la red en árbol original en un grafo de interconexiones. En cualquier caso, la carga del backbone en esa fecha llevaba ya solo el intercambio de una pequeña parte del tráfico de Internet.[22]
- 2006: el 3 de enero, Internet alcanza los mil cien millones de usuarios. Además, se preveía que en diez años la cantidad de navegantes de la Red aumentara a 2000 millones.[33]

El primer dato que llama la atención es el incremento en el número de usuarios que utilizan Internet. En esos diez años se ha pasado de 559 millones a 2270 millones de personas que navegan en todo mundo, lo que equivale al 33 % del total de la población mundial, una cifra muy superior al 9,1 % de 2002.
El resultado de todo esto es lo que se experimenta hoy en día: la transformación de una enorme red de comunicaciones para uso gubernamental, planificada y construida con fondos estatales, que ha evolucionado en una miríada de redes privadas interconectadas entre sí, a la que cualquier persona puede acceder. Actualmente la red experimenta cada día la integración de nuevas redes y usuarios, extendiendo su amplitud y dominio, al tiempo que surgen nuevos mercados, tecnologías, instituciones y empresas que aprovechan este nuevo medio, cuyo potencial apenas se comienza a descubrir.
Como se dijo, una red de computadoras es un conjunto de máquinas que se comunican a través de algún medio (cable coaxial, fibra óptica, radiofrecuencia, líneas telefónicas, etcétera) con el objeto de compartir recursos.
De esta manera, Internet sirve de enlace entre redes más pequeñas y permite ampliar su cobertura al hacerlas parte de una «red global». Esta red global tiene la característica de que utiliza un lenguaje común que garantiza la intercomunicación de los diferentes participantes; este lenguaje común o protocolo (un protocolo es el lenguaje que utilizan las computadoras al compartir recursos) se conoce como TCP/IP.
Así pues, Internet es la «red de redes» que utiliza TCP/IP como su protocolo de comunicación.
Internet es un acrónimo de INTERconnected NETworks («Redes interconectadas»). Para otros, Internet es un acrónimo del inglés INTERnational NET, que traducido al español sería «Red Mundial».

## Tecnología de internet

### Enrutamiento y capas de servicio

Gráfica del encapsulamiento en paquetes de datos.

Paquetes de Internet de varios proveedores.

Los Proveedores de Servicios de Internet (ISP) conectan a clientes, quienes representan la parte más baja en la jerarquía de enrutamiento, con otros clientes de otros ISP a través de capas de red más altas o del mismo nivel. En lo alto de la jerarquía de enrutamiento están las redes de capa 1, grandes compañías de telecomunicaciones que intercambian tráfico directamente con otras a través de acuerdos de interconexión. Redes de capa 2 y de más bajo nivel compran tráfico de Internet de otros proveedores para alcanzar al menos algunas partes del Internet mundial, aunque también pueden participar en la interconexión. Un ISP puede usar un único proveedor para la conectividad o implementar multihoming para conseguir redundancia y balanceo de carga. Los puntos neutros tienen las cargas más importantes de tráfico y tienen conexiones físicas a múltiples ISP.
Los ordenadores y routers utilizan las tablas de enrutamiento para dirigir los paquetes IP entre las máquinas conectadas localmente. Las tablas pueden ser construidas de forma manual o automáticamente a través de DHCP para un equipo individual o un protocolo de enrutamiento para los routers de sí mismos. Una ruta por defecto por lo general apunta hacia «arriba», hacia un ISP que proporciona el transporte. Los ISP de más alto nivel utilizan el Border Gateway Protocol para solucionar rutas de acceso a un determinado rango de direcciones IP a través de las complejas conexiones de la Internet global. [cita requerida]
Las instituciones académicas, las grandes empresas, gobiernos y otras organizaciones pueden realizar el mismo papel que los ISP, con la participación en el intercambio de tráfico y tránsito de la compra en nombre de sus redes internas de las computadoras individuales. Las redes de investigación tienden a interconectarse en subredes grandes como GEANT, GLORIAD, Internet2, y la Red nacional de educación e investigación del Reino Unido, JANET. Estos a su vez se construyen alrededor de las redes más pequeñas (véase la lista de organizaciones académicas de redes informáticas).[cita requerida]
No todas las redes de ordenadores están conectadas a Internet. Por ejemplo, algunos sitios web clasificados de los Estados solo son accesibles desde redes seguras independientes.[cita requerida]

### Acceso a Internet
Acceso a Internet o conexión a internet es el sistema de enlace con que el computador, dispositivo móvil o red de computadoras cuenta para conectarse a Internet, lo que les permite visualizar las páginas web desde un navegador y acceder a otros servicios que ofrece Internet, como correo electrónico, mensajería instantánea, protocolo de transferencia de archivos (FTP), etcétera. Se puede acceder a Internet desde una conexión por línea conmutada, banda ancha fija (a través de cable coaxial, cables de fibra óptica o cobre), vía satélite, banda ancha móvil y teléfonos celulares o móviles con tecnología 2G/3G/4G/5G. En la segunda década del siglo XXI las conexiones por línea telefónica conmutada comienzan a decaer debido en parte al advenimiento de la fibra óptica, y también por el hecho de que las líneas telefónicas tradicionales de par de cobre cayeron en desuso en los países europeos y del norte de América.

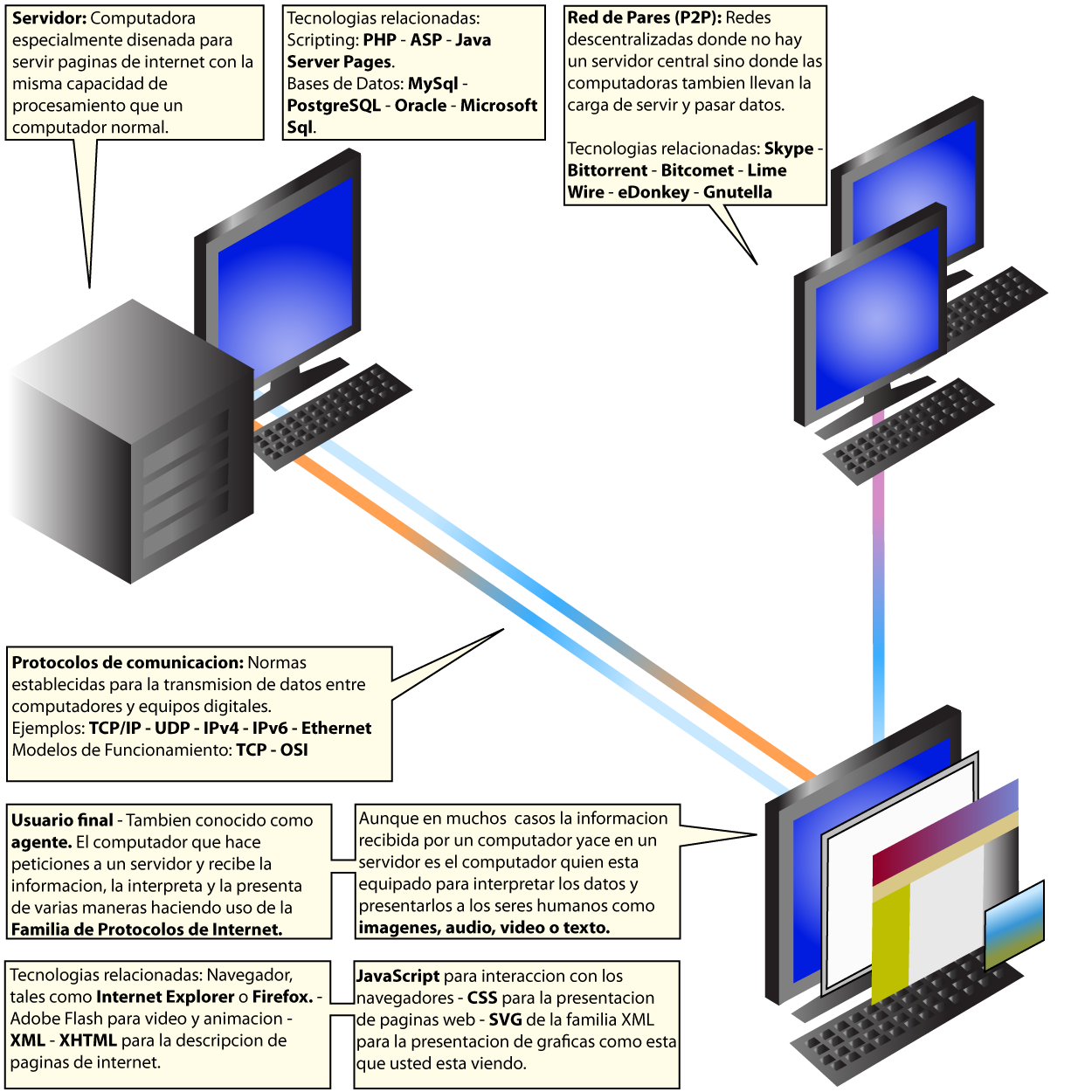
Esquema con las tecnologías relacionadas con el Internet actual.

Los lugares públicos de uso de Internet incluyen bibliotecas y cafés de internet, donde los ordenadores con conexión a Internet están disponibles. También hay puntos de acceso a Internet en muchos lugares públicos, como salas de aeropuertos y cafeterías, en algunos casos solo para usos de corta duración. Se utilizan varios términos, como «kiosco de Internet», «terminal de acceso público» y «teléfonos públicos Web». Muchos hoteles ahora también tienen terminales de uso público, las cuales por lo general están basados en honorarios. Estas terminales son muy visitadas por varios clientes, para reservas de entradas, depósitos bancarios, pagos en línea, etcétera. A su vez, el Wi-Fi ofrece acceso inalámbrico a las redes informáticas, y por lo tanto, puede hacerlo a la propia Internet. Estos servicios pueden ser gratis para todos, para los clientes solamente, o de pago. Un punto de acceso no tiene por qué estar limitado a un lugar confinado. Un campus entero o parque, o incluso una ciudad entera puede ser activada.
Los esfuerzos han dado lugar a redes inalámbricas comunitarias. Los servicios comerciales de Wi-Fi cubren grandes áreas de ciudades como Londres, Viena, Toronto, San Francisco, Filadelfia, Chicago y Pittsburgh. Se puede acceder a Internet desde lugares tales como el banco de un parque. Aparte de Wi-Fi, se han realizado experimentos con propiedades de redes móviles inalámbricas como Ricochet, varios servicios de alta velocidad de datos a través de redes de telefonía celular, y servicios inalámbricos fijos. Los teléfonos móviles de alta gama, como teléfonos inteligentes en general, cuentan con acceso a Internet a través de la red telefónica. Navegadores web como Opera están disponibles en estos teléfonos avanzados, que también pueden ejecutar una amplia variedad de software de Internet. El acceso a internet a través de teléfonos móviles superó al acceso a través de PCs por primera vez en octubre de 2016. El proveedor de acceso a Internet y la matriz del protocolo se diferencian en los métodos utilizados para obtener el acceso.
Un apagón de Internet o interrupción puede ser causado por interrupciones locales de señalización. Las interrupciones de cables de comunicaciones submarinos pueden causar apagones o desaceleraciones en grandes áreas, tales como en la interrupción de cable submarino de 2008. Los países menos desarrollados son más vulnerables debido a un pequeño número de enlaces de alta capacidad. Los cables de tierra también son vulnerables, como en 2011, cuando una mujer cavando en busca de chatarra de metal cortó la mayor parte de la conectividad en Armenia. Apagones que afectan a casi todo Internet se pueden lograr por parte de gobiernos como una forma de censura, como en el bloqueo de Internet de 2011 en Egipto, en el que aproximadamente el 93 % de las redes no podían ser accedidas, en un intento por detener la movilización de protestas en contra del gobierno.

#### Internet móvil
Se puede acceder a Internet desde casi cualquier lugar en la Tierra a través de dispositivos móviles. Los teléfonos móviles o teléfonos inteligentes, las tarjetas de datos, consolas de juegos y routers de celulares permiten a los usuarios conectarse a Internet de forma inalámbrica. Dentro de las limitaciones impuestas por las pantallas PEQUEÑAS y otras instalaciones limitadas de estos dispositivos de bolsillo, los servicios de Internet, incluyendo correo electrónico y la web, pueden estar disponibles al público en general.
Un informe de la UNESCO estimó que la conectividad a Internet móvil ha jugado un papel importante en la expansión del acceso en los últimos años, especialmente en Asia-Pacífico y África. El número de suscripciones de celulares móviles aumentó de 3.89 mil millones en 2012 a 4.83 mil millones en 2016, dos tercios de la población mundial, con más de la mitad de las suscripciones ubicadas en Asia y el Pacífico. Se preveía que el número de suscripciones aumentara a 5,69 mil millones de usuarios para 2020. El acceso a una red celular de banda ancha por medio de 4G y 5G se ha incrementado en los últimos años.

### Nombres de dominios
La Corporación de Internet para los Nombres y los Números Asignados (ICANN) es la autoridad que coordina la asignación de identificadores únicos en Internet, incluyendo nombres de dominio, direcciones de Protocolos de Internet, números de puerto de protocolo y de parámetros. Un nombre global unificado (es decir, un sistema de nombres exclusivos para sostener cada dominio) es esencial para que Internet funcione.
El ICANN tiene su sede en California, supervisado por una Junta Directiva Internacional con comunidades técnicas, comerciales, académicas y ONG. El gobierno de los Estados Unidos continúa teniendo un papel privilegiado en cambios aprobados en el Domain Name System. Como Internet es una red distribuida que abarca muchas redes voluntariamente interconectadas, Internet, como tal, no tiene ningún cuerpo que lo gobierne. Algunos de los dominios que se usan son: .tk, .com, .es, .gob, .edu, .net, .org, entre otros.

### Buscadores
Un buscador se define como el sistema informático que indexa archivos almacenados en servidores web cuando se solicita información sobre algún tema. Por medio de palabras clave, se realiza la exploración y el buscador muestra una lista de direcciones con los temas relacionados. Existen diferentes formas de clasificar los buscadores según el proceso de sondeo que realizan. La clasificación más frecuente los divide en:
- Los índices o directorios web: son sistemas creados con la finalidad de diseñar un catálogo por temas, definiendo la clasificación, por lo que se puede considerar que los contenidos ofrecidos en estas páginas tienen ya cierto orden y calidad. La función de este tipo de sistemas es presentar algunos de los datos de las páginas más importantes, desde el punto de vista del tema y no de lo que contienen. Los resultados de la búsqueda de estos índices pueden ser muy limitados ya que los directorios temáticos y las bases de datos de direcciones son muy pequeñas, además de que puede ser posible que el contenido de las páginas no esté completamente al día.
- Los motores de búsqueda: son los de uso más común, basados en aplicaciones llamadas spiders («arañas») o robots, que buscan la información con base en las palabras escritas, haciendo una recopilación sobre el contenido de las páginas y mostrando como resultado aquellas que contengan la palabra o frase en alguna parte del texto.
- Los metabuscadores son sistemas que localizan información en los motores de búsqueda más utilizados, realizan un análisis y seleccionan sus propios resultados. No tienen una base de datos, por lo que no almacenan páginas web y realizan una búsqueda automática en las bases de datos de otros buscadores, de los cuales toman un determinado rango de registros con los resultados más relevantes para así poder tener la información necesaria. La función de este tipo de sistemas es presentar algunos de los datos de las páginas más importantes, desde el punto de vista del tema y no de lo que contienen. Los resultados de la búsqueda de estos índices también pueden ser muy limitados ya que los directorios temáticos y las bases de datos de direcciones son muy pequeñas, además de que puede ser posible que el contenido de las páginas no esté completamente al día.

## Gobernanza

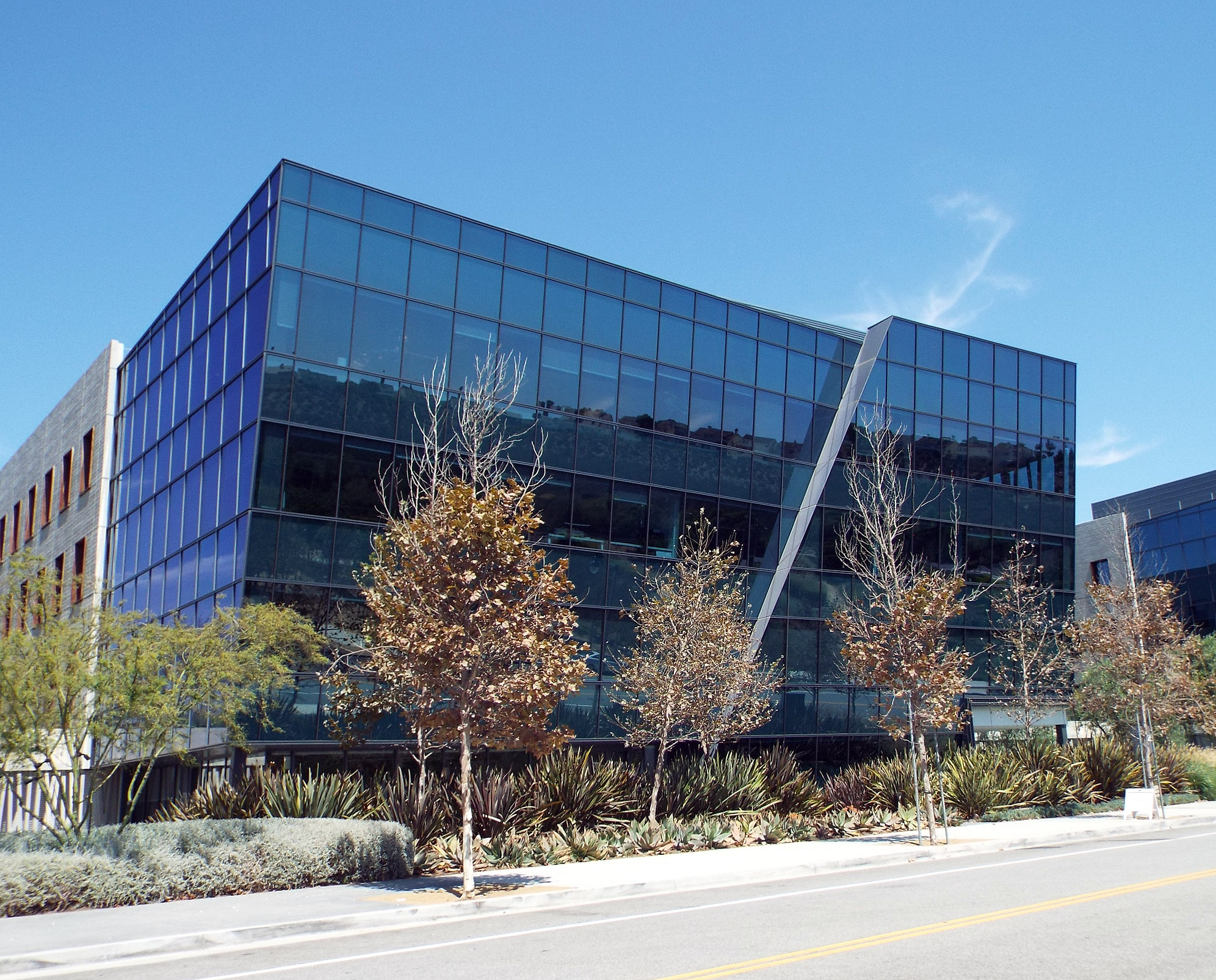
Sede de la ICANN en el barrio de Playa Vista de Los Ángeles, California, Estados Unidos.

Internet es una red global que comprende muchas redes autónomas interconectadas voluntariamente, por lo que funciona sin un órgano central de gobierno. La base técnica y la estandarización de los protocolos centrales (IPv4 e IPv6) es una actividad del Grupo de trabajo de Ingeniería de Internet (IETF), una organización sin fines de lucro de participantes internacionales en la que cualquiera puede asociarse aportando experiencia técnica. Para mantener la interoperabilidad, la Corporación de Internet para la Asignación de Nombres y Números (ICANN) administra los espacios de nombres principales de Internet. La ICANN se rige por una junta directiva internacional proveniente de todas las comunidades técnicas, comerciales, académicas y no comerciales de Internet. ICANN coordina la asignación de identificadores únicos para su uso en Internet, incluidos nombres de dominio, direcciones de Protocolo de Internet (IP), números de puerto de aplicación en los protocolos de transporte y muchos otros parámetros. Los espacios de nombres globalmente unificados son esenciales para mantener el alcance global de Internet. Este papel de ICANN lo distingue como quizás el único organismo central de coordinación para Internet global.
Se establecieron Registros Regionales de Internet (RIR) para cinco regiones del mundo. El Centro de Información de la Red Africana (AfriNIC) para África, el Registro Americano de Números de Internet (ARIN) para América del Norte, el Centro de Información de la Red Asia-Pacífico (APNIC) para la región de Asia y el Pacífico, el Registro de Direcciones de Internet de América Latina y el Caribe (LACNIC) para América Latina y el Caribe, y el Centro de Coordinación de Redes Réseaux IP Européens (RIPE NCC) para Europa. Medio Oriente y Asia Central se delegaron para asignar bloques de direcciones y parámetros de Internet a otros registros locales, como proveedores de servicios de Internet, dentro de un grupo designado de direcciones reservadas para cada región.
Otros actores relevantes son Internet Society (ISOC), una organización sin fines de lucro fundada en 1992 con la misión de asegurar el desarrollo abierto, la evolución y el uso de Internet en beneficio de todas las personas en todo el mundo. Asimismo, el 16 de noviembre de 2005, la Cumbre Mundial sobre la Sociedad de la Información en Túnez, patrocinada por las Naciones Unidas, estableció el Foro para la Gobernanza de Internet (IGF) para discutir asuntos relacionados con Internet.

## Tamaño

### Usuarios
En general, el uso de Internet ha experimentado un tremendo crecimiento. De 2000 a 2009, el número de usuarios de Internet en el mundo aumentó de 394 a 1858 millones. En 2010, el 22 por ciento de la población mundial tenía acceso a computadoras, con mil millones de búsquedas diarias en Google, 300 millones de usuarios de Internet leen blogs, y 2 mil millones de vídeos son vistos diariamente en YouTube.

Idiomas usados en internet (2015).

El idioma predominante de la comunicación en Internet ha sido el inglés. Esto puede ser el resultado del origen de la Internet, así como el papel del inglés como lingua franca. Los primeros sistemas informáticos se limitaban al Código Estándar Americano para Intercambio de Información (ASCII), un subconjunto del alfabeto latino.
Después del inglés (27%), los idiomas más solicitados en la World Wide Web son el chino (23%), español (8%), japonés (5%), portugués y alemán (4% cada uno), árabe, francés y ruso (3% cada uno) y coreano (2%). Por regiones, el 42% de los usuarios de Internet en el mundo están en Asia, 24% en Europa, el 14% en América del Norte, el 10% en Iberoamérica y el Caribe, adoptado en conjunto; un 6% en África, 3% en el Oriente Medio y un 1% en Oceanía. Las tecnologías de Internet se han desarrollado lo suficiente en los últimos años, especialmente en el uso de Unicode, que con buenas instalaciones están disponibles para el desarrollo y la comunicación en los idiomas más utilizados del mundo. Sin embargo aún permanecen algunos problemas tales como la visualización incorrecta de caracteres de algunos idiomas.
En un estudio estadounidense del año 2005,[cita requerida] el porcentaje de hombres que utilizan Internet era muy ligeramente mayor del porcentaje de las mujeres, aunque esta diferencia se invierte en los menores de 30. Los hombres se conectan más a menudo, pasan más tiempo en línea, y son más propensos a ser usuarios de banda ancha, mientras que las mujeres tienden a hacer mayor uso de las oportunidades de comunicación (como el correo electrónico). Los hombres eran más propensos a utilizar el Internet para pagar sus cuentas, participar en las subastas, y para la recreación, tales como la descarga de música y vídeos. Hombres y mujeres tenían las mismas probabilidades de utilizar Internet para hacer compras y la banca. Los estudios más recientes indican que en 2008, las mujeres superaban en número a los hombres de manera significativa en la mayoría de los sitios de redes sociales, como Facebook y Myspace, aunque las relaciones variaban con la edad. Además, las mujeres vieron más contenido de streaming, mientras que los hombres descargaron más. En cuanto a los blogs, los hombres eran más propensos al blog en el primer lugar; además, los hombres eran más propensos a tener un blog profesional, mientras que las mujeres eran más propensas a tener un blog personal.

### Páginas
La cantidad de páginas web en Internet ha crecido exponencialmente. Un estudio de 2005 usando distintos motores de búsqueda (Google, MSN, Yahoo! y Ask Jeeves) estimaba que existían 11,500 millones de páginas Web. Otro estudio del año 2008 estimaba que la cantidad había ascendido a 63,000 millones de páginas web.[cita requerida] En 2019 se estima que la web indexada alcanza los 6 billones de páginas.
Sin embargo es difícil establecer el tamaño exacto de Internet, ya que este crece continuamente y no existe una manera fiable de acceder a todo su contenido y, por consiguiente, de determinar su tamaño. Para estimar esta cantidad se usan las webs indexadas por los distintos motores de búsqueda, pero este método no abarca todas las páginas en línea. Utilizando este criterio, Internet se puede dividir en:
- Internet superficial: Incluye los servicios indexados por los motores de búsqueda.
- Internet profunda: Incluye el resto de servicios no indexados como páginas en Flash, páginas protegidas por contraseña, inaccesibles para las arañas, etcétera.

### Servicios o aplicaciones específicas
En cuanto a redes sociales, a fecha de 24 de marzo de 2016, Facebook tenía más de 1 936 millones de usuarios, Twitter contaba con más de 319 millones y Google tenía más de 434 millones. Cada segundo se publican unas 700 fotos en Instagram, y también, cada segundo se envían casi tres mil correos electrónicos y se realizan aproximadamente dos mil llamadas por Skype.
Diariamente se realizan más de 2 566 000 000 de búsquedas en Google y cada segundo se ven más de 119 000 videos en YouTube. Además, hay que tener en cuenta que en Internet se maneja un tráfico de más de 33 000 GB por segundo, se consume 1 763 000 MWh por día y diariamente se lanzan 1.5 millones de toneladas de CO2 por el consumo de Internet.

## Uso actual
Internet ofrece muchas aplicaciones y servicios, sobre todo la World Wide Web, incluidas las redes sociales, el correo electrónico, las aplicaciones móviles, los juegos multijugador en línea, la telefonía por Internet, el intercambio de archivos y los servicios de transmisión de medios. La mayoría de los servidores que brindan estos servicios actualmente están alojados en centros de datos, y a menudo se accede al contenido a través de redes de distribución de contenido de alto rendimiento.

### Educación distribuida
Se puede encontrar material didáctico a todos los niveles, desde preescolar hasta posdoctoral, disponibles en sitios web. Los ejemplos van desde CBeebies, a recursos escolares y de secundaria, guías de revisión, universidades virtuales, hasta el acceso a la gama alta de literatura académica a través del programa de Google Académico. También se encuentran recursos para la educación a distancia, ayuda con las tareas y otras asignaciones, el autoaprendizaje guiado, entretenimiento o simplemente buscar más información sobre un hecho interesante. Nunca ha sido más fácil para la gente acceder a la información educativa en cualquier nivel, desde cualquier lugar. El Internet en general es un importante facilitador de la educación tanto formal como informal.

### Trabajo colaborativo y remoto
El bajo costo y el intercambio casi instantáneo de las ideas, conocimientos y habilidades han hecho el trabajo colaborativo definitivamente más fácil, con la ayuda del software de colaboración. El chat, ya sea en forma de una sala de chat IRC o de un canal, a través de un sistema de mensajería instantánea, o un sitio web de redes sociales, permite a los colegas mantenerse en contacto de una manera muy conveniente cuando se trabaja en sus computadoras durante el día. Los mensajes pueden ser intercambiados de forma más rápida y cómodamente por medio del correo electrónico. Estos sistemas pueden permitir que los archivos se intercambien, que dibujos e imágenes puedan ser compartidos, y también que se puedan comunicar mediante la voz y por vídeo los miembros de un equipo.
Los sistemas de gestión de contenido permiten la colaboración de los equipos, y trabajar conjuntamente en documentos compartidos al mismo tiempo, sin destruir accidentalmente el trabajo del otro. Los equipos de negocios y proyectos pueden compartir calendarios, así como documentos y otra información. Esta colaboración se produce en una amplia variedad de áreas, incluyendo la investigación científica, el desarrollo de software, la planificación de una conferencia, el activismo político y la escritura creativa, entre otras. La colaboración en masa está cada vez más generalizada, así como el acceso a Internet y la difusión de conocimientos de informática.
Internet permite a los usuarios de computadoras acceder remotamente a otros equipos y almacenes de información fácilmente, donde quiera que estén. Pueden hacer esto con o sin la seguridad informática, es decir, la autenticación y el cifrado, dependiendo de los requerimientos. Esto es alentador, ya que genera nuevas formas de trabajo, de colaboración y de transmisión de información en muchas industrias.

### Servicios de red social
Un servicio de red social (en inglés: social networking service), también conocido como medio social o simplemente como red social, es una plataforma digital que permite establecer contacto con otras personas por medio de un sitio web u otra aplicación informática. Está conformado por un conjunto de equipos, servidores, programas, conductores, transmisores, receptores, y sobre todo por personas que comparten alguna relación, principalmente de amistad y mantienen intereses y actividades en común o se encuentran interesados en explorar los intereses y las actividades de otros usuarios.
Generalmente, las redes sociales se usan para la comunicación con personas sin importar el país de donde sean y sin las limitaciones convencionales del correo electrónico o las llamadas telefónicas y videoconferencias, en los cuales aunque existen servicios que permiten conversaciones grupales, no otorgan el tiempo, el espacio o determinadas herramientas que disponen los servicios de redes sociales.

### Búsqueda en Internet
Para buscar información no alcanza con tener una computadora u otro dispositivo con acceso a Internet, sino que se necesitan estrategias para encontrar lo que se está buscando y determinar si es pertinente y confiable. Los adultos deben asumir un rol de guías, acompañando y asesorando ante una situación de búsqueda de información, ya que a veces aun teniendo estrategias y recurriendo a sitios confiables los resultados pueden no ser los esperados. Así mismo, es necesario entender que cada buscador establece sus propios criterios de búsqueda, siendo en general el de colocar en primer lugar la página más buscada, que no necesariamente será la más precisa, sino que se trata de un criterio de popularidad, o también pueden aparecer destacadas aquellas que han pagado por ese lugar. Seguramente los usuarios no conozcan todos los criterios que los buscadores establecen, pero entender que esos criterios son arbitrariamente definidos por las empresas propietarias de esos buscadores le quita a los mismos el estatus de «todopoderosos» y demanda de quien realiza la búsqueda una posición más crítica para decidir con qué resultado quedarse, o para redefinir las búsquedas intentando mejorarlas. En el artículo «búsqueda en Internet en situaciones de estudio: los sentidos que construyen los alumnos» Perelman et al. (2007) analizan búsquedas de diferentes estudiantes y entre sus conclusiones manifiestan que «se torna imprescindible diseñar condiciones de enseñanza para que las interpretaciones que realizan en sus búsquedas y los criterios de selección que elaboran sean objeto de reflexión colectiva y de intervenciones precisas de los docentes».
Internet, entre otras cosas, se configura como un gran espacio de almacenamiento de información. Suele tenerse la idea de que todo está «a mano» y a disposición para usar. Si bien es cierto que lo que está puede utilizarse, no debe perderse de vista que cada material disponible tiene uno o varios autores que deben ser citados o consultados para poder utilizar sus materiales. Para facilitar la tarea, existen las licencias abiertas o libres para obras culturales, científicas y educativas (textos, imágenes, audios, videos, etcétera). Dichas licencias no inhabilitan los derechos de autor, simplemente dejan predefinido los permisos de uso.

## Impacto social

Número de usuarios de internet como porcentaje de la población del país (2023)

Internet tiene un impacto profundo en el mundo laboral, el ocio y el conocimiento a nivel mundial. Gracias a la web, millones de personas tienen acceso fácil e inmediato a una cantidad extensa y diversa de información en línea. Este nuevo medio de comunicación logró romper las barreras físicas entre regiones remotas, aunque, sin embargo, el idioma continúa siendo una dificultad importante. Si bien en un principio nació como un medio de comunicación unilateral destinado a las masas, su evolución en la llamada Web 2.0 permitió la participación de los ahora emisores-receptores, creándose así variadas y grandes plazas públicas como puntos de encuentro en el espacio digital.
Comparado a las enciclopedias y a las bibliotecas tradicionales, la web ha permitido una descentralización repentina y extrema de la información y de los datos. Algunas compañías e individuos han adoptado el uso de los weblogs, que se utilizan en gran parte como diarios actualizables, ya en decadencia tras la llegada de las plataformas sociales. La automatización de las bases de datos y la posibilidad de convertir cualquier computador en una terminal para acceder a ellas, ha traído como consecuencia la digitalización de diversos trámites, transacciones bancarias o consultas de cualquier tipo, ahorrando costos administrativos y tiempo del usuario. Algunas organizaciones comerciales animan a su personal para incorporar sus áreas de especialización en sus sitios, con la esperanza de que impresionen a los visitantes con conocimiento experto e información libre.
Esto también ha permitido la creación de proyectos de colaboración mundial en la creación de software libre y de código abierto (FOSS), por ejemplo: la Free Software Foundation con sus herramientas GNU y licencia de contenido libre, el núcleo de sistema operativo Linux, la Fundación Mozilla con su navegador web Firefox y su lector de correos Thunderbird, la suite ofimática Apache OpenOffice y la propia Fundación Wikimedia.
Internet se extendió globalmente, no obstante, de manera desigual. Floreció en gran parte de los hogares y empresas de países ricos, mientras que países y sectores desfavorecidos cuentan con baja penetración y velocidad promedio de Internet. La inequidad del acceso a esta nueva tecnología se conoce como brecha digital, lo que repercute en menores oportunidades de conocimiento, comunicación y transmisión de cultura. No obstante, a lo largo de las décadas se observa un crecimiento sostenido tanto en la penetración y velocidad de Internet, como en su volumen de datos almacenados y el ancho de banda total usado en el intercambio de información por día, implementándose gradualmente en todas las naciones.

### Filantropía
El voluntariado en línea es la modalidad de voluntariado que se lleva a cabo a través de Internet.. Esta modalidad de voluntariado remoto aumenta la capacidad de las organizaciones en materia de desarrollo al tiempo que ofrece un espacio para que mucha gente participe en el desarrollo, algo de lo que, de otro modo, no disfrutarían. Uno de los aspectos clave del voluntariado en línea es su poder de inclusión. Dado que el voluntariado en línea no implica gastos ni viajes, cualquier persona desde cualquier parte del mundo puede colaborar por la paz y el desarrollo.

### Ocio
Muchos utilizan Internet para descargar música, películas y otros trabajos. Hay fuentes que cobran por su uso y otras gratuitas, usando los servidores centralizados y distribuidos, las tecnologías de P2P. Otros utilizan la red para tener acceso a las noticias y el estado del tiempo.
La mensajería instantánea o chat y el correo electrónico son algunos de los servicios de uso más extendido. En muchas ocasiones los proveedores de dichos servicios brindan a sus afiliados servicios adicionales como la creación de espacios y perfiles públicos en donde los internautas tienen la posibilidad de colocar en la red fotografías y comentarios personales. Se especula actualmente si tales sistemas de comunicación fomentan o restringen el contacto de persona a persona entre los seres humanos.
En tiempos más recientes han cobrado auge portales sociales como YouTube, Twitter o Facebook, entre otros, en donde los usuarios pueden tener acceso a una gran variedad de vídeos sobre prácticamente cualquier tema.
La pornografía representa buena parte del tráfico en Internet, siendo a menudo un aspecto controvertido de la red por las implicaciones morales que le acompañan. Proporciona a menudo una fuente significativa del rédito de publicidad para otros sitios. Muchos gobiernos han procurado sin éxito poner restricciones en el uso de ambas industrias en Internet.
El sistema multijugador constituye también buena parte del ocio en Internet.

### Efectos en el cerebro
En 2008 el tecnólogo estadounidense Nicholas Carr publicó un artículo en el que afirmaba que Internet estaba erosionando la capacidad humana de concentración y de pensamiento crítico, e incluso aseguraba que la Red cambiaría la estructura del cerebro y la forma de pensar de las personas. Expertos de diversos ámbitos comenzaron a realizar estudios y a reflexionar sobre la relación entre la Red y las capacidades cognitivas. Algunos coincidían con Carr, pero otros como Clive Thompson descartaban esos argumentos asegurando que siempre que surgía una nueva tecnología se producía el mismo debate. Estos «tecnooptimistas» afirman que la Red no solo potencia la agilidad cerebral, sino que además permite aprender más y más rápido, en definitiva, haciendo a las personas más inteligentes.

### Efectos en las sociedades
Hay un intenso debate sobre el efecto de Internet en las sociedades. Por un lado están los que piensan que Internet, al favorecer el intercambio de información, favorece el desarrollo de la participación ciudadana y la democratización. Este sería un motivo de la Agenda de Libertad de Internet (en inglés The Internet Freedom Agenda) del Departamento de Estado de los Estados Unidos. Esta creencia es respaldada por los llamados ciberutópicos, los cuales opinan que Internet es en sí misma emancipatoria. Por otro lado otros, como por ejemplo Evgeny Morozov, piensan que Internet facilita la vigilancia masiva, la represión política y la expansión de propaganda nacionalista y extremista.

### Fuente de información
En 2009, un estudio realizado en Estados Unidos indicó que un 56 % de los 3030 adultos estadounidenses entrevistados en una encuesta en línea manifestó que si tuviera que escoger una sola fuente de información, elegiría Internet, mientras que un 21 % preferiría la televisión y tanto los periódicos como la radio serían la opción de un 10 % de los encuestados. Dicho estudio posiciona a los medios digitales en una posición privilegiada en cuanto a la búsqueda de información y refleja un aumento de la credibilidad en dichos medios.

### Trabajo
Con la aparición de las conexiones de alta velocidad disponibles al público, Internet ha alterado de manera significativa la manera de trabajar de algunas personas al poder hacerlo desde sus respectivos hogares. Internet ha permitido a estas personas mayor flexibilidad en términos de horarios y de localización, contrariamente a la jornada laboral tradicional, que suele ocupar la mañana y parte de la tarde, y en la cual los empleados se desplazan al lugar de trabajo.
Un experto contable asentado en un país puede revisar los libros de una compañía en otro país, en un servidor situado en un tercer país que sea mantenido remotamente por los especialistas en un cuarto.
Internet y sobre todo los blogs han dado a los trabajadores un foro en el cual expresar sus opiniones sobre sus empleos, jefes y compañeros, creando una cantidad masiva de información y de datos sobre el trabajo que está siendo recogido actualmente por el colegio de abogados de Harvard.
Internet ha impulsado el fenómeno de la Globalización y junto con la llamada desmaterialización de la economía ha dado lugar al nacimiento de una Nueva Economía caracterizada por la utilización de la red en todos los procesos de incremento de valor de la empresa.

### Publicidad
Internet se ha convertido en el medio más fácilmente medible y de más alto crecimiento en la historia, además de que es un medio por el cual muchas personas conectan de manera casi instantánea. Actualmente existen muchas empresas que obtienen dinero de la publicidad en Internet. Además, hay muchas ventajas que la publicidad interactiva ofrece tanto para el usuario como para los anunciantes.

### Censura
Es extremadamente difícil, si no imposible, establecer un control centralizado y global de Internet. Algunos gobiernos, de naciones tales como Irán, Arabia Saudita, Corea del Norte, Venezuela y la República Popular China, restringen el que personas de sus países puedan ver ciertos contenidos de Internet, políticos y religiosos, considerados contrarios a sus criterios. La censura se hace, a veces, mediante filtros controlados por el gobierno, apoyados en leyes o motivos culturales, castigando la propagación de estos contenidos. Sin embargo, muchos usuarios de Internet pueden burlar estos filtros, pues la mayoría del contenido de Internet está disponible en todo el mundo, sin importar donde se esté, siempre y cuando se tengan la habilidad y los medios técnicos necesarios.
Otra posibilidad, como en el caso de China, es que este tipo de medidas se combine con la autocensura de las propias empresas proveedoras de servicios de Internet, las empresas equivalentes a Telefónicas (proveedores de servicios de Internet), para así ajustarse a las demandas del gobierno del país receptor.
Sin embargo, algunos buscadores como Google han tomado la decisión de amenazar al gobierno de China con la retirada de sus servicios en dicho país si no se logra abolir la censura en Internet. Aunque posteriormente haya negado que tomará dichas medidas.
Para saltarse cualquier tipo de censura o coerción en el uso de Internet, se han desarrollado múltiples tecnologías y herramientas. Entre ellas cabe resaltar por un lado las técnicas y herramientas criptológicas y por otro lado las tecnologías encuadradas en la llamada Darknet. La Darknet es una colección de redes y tecnologías que persiguen la consecución de un anonimato total de los comunicantes, creando de esta forma una zona de total libertad. Aunque actualmente no se suele considerar que consigan un anonimato total, sin embargo, sí consiguen una mejora sustancial en la privacidad de los usuarios. Este tipo de redes se han usado intensamente, por ejemplo, en los sucesos de la Primavera Árabe y en todo el entramado de WikiLeaks para la publicación de información confidencial. Las tecnologías de la Darknet están en fase de perfeccionamiento y mejora de sus prestaciones.
Para luchar contra la censura en Internet, Reporteros Sin Fronteras decidió desbloquear nueve sitios web informativos censurados en once países, es decir, permitió que se pueda acceder a ellos desde el territorio en el que se encontraban prohibidos: Grani.ru, bloqueado en Rusia; Fregananews, censurado en Kazajistán, Uzbekistán y Turkmenistán; The Tíbet Post y Mingjing News, prohibidos en China; Dan Lam Bao, bloqueado en Vietnam; Hablemos Press, censurado en Cuba; Gooya News, bloqueado en Irán; el Gulf Center for Human Rights, censurado en los Emiratos Árabes Unidos y en Arabia Saudita, y Bahrain Mirror, prohibido en Baréin y en Arabia Saudita.

### Internet en obras de ficción
Internet aparece muchas veces en obras de ficción. Puede ser un elemento más de la trama, algo que se usa de forma habitual tal y como se hace en la vida real.
También hay obras donde Internet se presenta como un medio maligno que permite a hackers sembrar el caos y alterar registros, como por ejemplo en las películas La red (1995) y Live Free or Die Hard (2007), entre otras. Hay otras obras donde aparece como una gran oportunidad para la libertad de expresión, por ejemplo, en la película FAQ: Frequently Asked Questions (2004).

### Efecto desinhibidor de Internet
La soltura con la que las personas se expresan en las redes sociales fue descrita por el psicólogo John Suler, especializado en ciberdelincuencia, en su obra The Online Dishinibition Effect'. Este autor explica que la forma de comportamiento no es la misma en las redes sociales que cuando se está frente a frente, lo que se debe al efecto desinhibidor del ciberespacio. La ausencia de contacto físico, así como la no percepción de gestos y sensaciones, hace que la forma de relacionarse sea muy diferente. John Suler explica este fenómeno mediante 6 factores:
- Disociación por anonimato. Los perfiles virtuales hacen que se pueda ocultar la verdadera identidad de las personas.
- Invisibilidad del ciberespacio. No existe contacto físico en el ciberespacio.
- Asincronía de la comunicación virtual.
- Solipsismo. El cerebro crea una imagen de la persona por las características que esta transmite, que muchas veces no se corresponde con las reales.
- Disociación imaginativa. La justificación de los comportamientos a través de las redes resulta más fácil porque no se tiene tanta conciencia sobre ellos.
- Minimización del estado de autoridad. El miedo a ser rechazados porque las opiniones no sean compartidas por otros disminuye.

Los cambios comportamentales en las redes están directamente relacionados con el aumento del número de delitos que se cometen a través de Internet. La sensación de seguridad y privacidad que aporta este espacio hace que estos delitos sean de los que más se cometen en España. Según las estadísticas publicadas por el Ministerio del Interior, en el año 2011 se contabilizaron 21.075 delitos a través de las redes, pasando a 88.859 en el año 2019, lo que supone un aumento muy significativo.
Twitter es una de las redes sociales en las que existe una mayor libertad de expresión. Esa libertad provoca que muchos de los internautas publiquen contenido calificado de inadecuado que, en ocasiones, se incluiría dentro de los delitos de odio. El mal uso de las redes puede desembocar en la creación de una identidad paralela o en delitos relacionados con el sexting, la suplantación de identidad o phishing, injurias y calumnias o ciberacoso. Existe una disminución de la responsabilidad cuando se cometen este tipo de actos, y lo cierto es que la mayoría de los delitos que se cometen a través de las redes no se condenan, ya que Internet es un espacio en el que es muy difícil perseguir al delincuente.